# Шампеон
Шампеон (фр. Champéon) насеље је и општина у западној Француској у региону Лоара, у департману Мајен која припада префектури Мајен.
По подацима из 2011. године у општини је живело 592 становника, а густина насељености је износила 27,99 становника/km². Општина се простире на површини од 21,15 km². Налази се на средњој надморској висини од 280 метара (максималној 292 m, а минималној 114 m).

## Демографија
| 1962. | 1968. | 1975. | 1982. | 1990. | 1999. | 2011. |
| ----- | ----- | ----- | ----- | ----- | ----- | ----- |
| 544   | 615   | 555   | 503   | 496   | 512   | 592   |

График промене броја становника у току последњих година